# Мяенпяя, Оути
Оути Мяенпяя (фин. Outi Mäenpää; род. 24 февраля 1962 года, Хельсинки) — финская актриса театра, кино и телевидения.

## Биография
Оути Мяенпяя родилась 24 февраля 1962 года в Хельсинки. С 1984 по 1988 год училась в Хельсинкской театральной академии.
Актёрский дебют Оути состоялся в 1986 году в сериале «Студия». Наибольшую известность ей принесли роли в фильмах «Чёрный лёд» и «По ту сторону».
За свои работы удостоена четырёх премий «Юсси» (2001, 2004, 2005, 2008), двух премий «Venla Awards» (2002, 2005) и одной премии «Золотой жук» (2011).
Помимо съёмок в кино играет в театре «Стелла Поларис».
Дважды была замужем — до 2001 года за Пеккой Ярвилехто, от которого у неё двое детей, с 2009 по 2011 год за Каем Нордбергом.

## Избранная фильмография
| Год  |   | Русское название             | Оригинальное название    | Роль                        |
| ---- | - | ---------------------------- | ------------------------ | --------------------------- |
| 1990 | ф | Девушка со спичечной фабрики | Tulitikkutehtaan tyttö   | сослуживица Ирис            |
| 1996 | ф | Вдаль уплывают облака        | Kauas pilvet karkaavat   | сестра Лаури                |
| 1999 | ф | Юха                          | Juha                     | спутница Шемейкки           |
| 2002 | ф | Человек без прошлого         | Mies vailla menneisyyttä | банковский клерк            |
| 2007 | ф | Чёрный лёд                   | Musta jää                | Саара                       |
| 2010 | ф | По ту сторону                | Svinalängorna            | Аили                        |
| 2015 | ф | Арми жива!                   | Armi elää!               | актриса                     |
| 2016 | ф | Девочка по имени Варпу       | Tyttö nimeltä Varpu      | инструктор по верховой езде |

## Награды и номинации
| Год  | Награда      | Категория                    | Работа               | Результат |
| ---- | ------------ | ---------------------------- | -------------------- | --------- |
| 2001 | Юсси         | Лучшая актриса               | Юг                   | Победа    |
| 2002 | Venla Awards | Лучшая актриса               | Muodollisesti pätevä | Победа    |
| 2004 | Юсси         | Лучшая актриса второго плана | Helmiä ja sikoja     | Победа    |
| 2005 | Юсси         | Лучшая актриса               | Kukkia & sidontaa    | Победа    |
| 2005 | Venla Awards | Лучшая актриса               | Noriko Show          | Победа    |
| 2008 | Юсси         | Лучшая актриса               | Чёрный лёд           | Победа    |
| 2011 | Золотой жук  | Лучшая актриса второго плана | По ту сторону        | Победа    |